# دنیلا بیانکی
دنیلا بیانکی (ایتالیایی: Daniela Bianchi؛ زادهٔ ۳۱ ژانویهٔ ۱۹۴۲) یک هنرپیشه اهل ایتالیا است.
وی بازیگر فیلم‌هایی همچون نوبت توست که بمیری، از روسیه با عشق، دکتر کیلدر، تعطیلات آخر هفته، به سبک ایتالیایی و اسکی مارپیچ بوده است.